# Don Wilkerson
Don Wilkerson (Moreauville, 1932 - Houston, 18 de julio de 1986), saxofonista (tenor) estadounidense de jazz especializado en soul-jazz y capaz de tocar también blues, baladas, bop, swing y R&B con tintes de góspel.

## Reseña biográfica
Su primer instrumento fue el saxo alto; en su adolescencia se trasladó a Houston y se pasó al saxo tenor para tocar junto a Amos Milburn y Charles Brown. Wilkerson tocó también en algunas de las primeras grabaciones de Ray Charles de mediados de los cincuenta, tocando solo especialmente memorables en clásicos como "I Got a Woman", "This Little Girl of Mine" y "Hallelujah I Love Her So". 
Lideró un grupo en Miami durante un breve espacio de tiempo, y participó en numerosas jam sessions con Cannonball Adderley. Adderley produjo la primera sesión de grabación de Wilkerson, en 1960 para Riverside, titulada The Texas Twister. Tras una breve colaboración con Charles, firmó con Blue Note y grabó tres discos entre 1962 y 1963: Elder Don, Preach, Brother! y Shoutin', en los que colaboró Grant Green a la guitarra.
Sin mayores explicaciones, dio por terminada su carrera a mediados de los sesenta y se retiró a Houston, donde vivió hasta su muerte en 1986.

## Discografía
- 1960 -The Texas Twister	(Riverside)
- 1962 - Elder Don	(Blue Note Japan)
- 1962 - Preach, Brother!	(Blue Note)
- 1963 - Shoutin'	(Blue Note Japan)
- 1962 and 1963 - The Complete Blue Note Sessions (Blue Note Records)

- Datos: Q325484